# Kein Zwang in der Religion
Es gibt keinen Zwang in der Religion ist der Anfang des 256. Koranverses der zweiten Sure. Der Vers gilt als locus classicus bei Diskussionen über religiöse Toleranz im Islam und wurde sowohl in der klassischen als auch modernen Koranexegese unterschiedlich interpretiert. Seine ursprüngliche Bedeutung sowie seine spätere Auslegung sind in der Islamwissenschaft mehrmals erörtert worden.

## Wortlaut
Die Passage lautet: 

„لَآ إِكْرَاهَ فِي الدِّينِ“

„lā ikrāha fī d-dīn“

„In der Religion gibt es keinen Zwang (d. h. man kann niemand zum (rechten) Glauben zwingen).“

Im folgenden Vers der gleichen Sure heißt es:

„اللَّهُ وَلِيُّ الَّذِينَ ءَامَنُوا يُخْرِجُهُم مِّنَ الظُّلُمَٰتِ إِلَى النُّورِ ۖ وَالَّذِينَ كَفَرُوا أَوْلِيَآؤُهُمُ الطَّٰغُوتُ“

„Allāhu walīyu llaḏīna āmanū yaḫriǧuhum mina ẓ-ẓulumāti ilā n-nūr wa-llaḏīna kafarū awliyāʾuhumu ṭ-ṭāġūt“

„Gott ist Freund derer, die gläubig sind. Er bringt sie aus der Finsternis hinaus ins Licht. Die Ungläubigen aber haben die Götzen zu Freunden …“

## Historische Hintergründe
Eine der wichtigsten Wissenschaftsdisziplinen der islamischen Koranexegese stellt die historischen Anlässe dar, die zur Offenbarung von Koranversen geführt haben: asbab an-nuzul / أسباب النزول / asbāb an-nuzūl / ‚die Gründe der Offenbarung‘. Ihre Ursprünge reichen in das späte 7. Jahrhundert zurück und sind auch Bestandteil der Prophetenbiographie von Ibn Ishaq, al-Waqidi und anderen Autoritäten der islamischen Geschichtsschreibung über die Zeit der Prophetie.
Diese Quellen berichten darüber, dass der medinensische Stamm der Aus in der vorislamischen Zeit ihre Kinder Familien der ansässigen jüdischen Stämme, vor allem den Banu Nadir und der Banu Quraiza, aus wirtschaftlichen Gründen anvertrauten. Milchverwandtschaft zwischen Juden – durch eine jüdische Amme – und den Söhnen der arabischen Stämme Medinas, die nach und nach den Islam angenommen haben, war ebenfalls keine Seltenheit.
At-Tabarī berichtet in seiner Koranexegese nach älteren Quellen, dass (arabischstämmige) kinderlose Frauen den Eid zu leisten pflegten, bei der Geburt eines Sohnes diesen jüdisch erziehen zu lassen. „Als die Banu an-Nadir (aus Medina nach Chaibar) vertrieben wurden, gab es unter ihnen Söhne der Ansar. Sie (d. h. die Ansar) sagten dann: ‚Wir geben unsere Söhne nicht auf.‘ Daraufhin wurde offenbart: (Sur. 2,256).“
Einer der ältesten Koranexegeten, Mudschāhid ibn Dschabr († 722), berichtet: „Zwischen den Banu an-Nadir und den Banu Aus gab es Milchgeschwisterschaft. Als der Prophet die Vertreibung (der Banu an-Nadir) befahl, sagten die Söhne der Aus: ‚Wir werden mit ihnen ziehen und uns ihrer Religion anschließen.‘ Ihre Familien jedoch hinderten sie daran und zwangen sie, den Islam anzunehmen (wa-akrahū-hum ʿalā l-islām). Über sie ist dann dieser Vers (Sure 2, Vers 256) offenbart worden.“ Diejenigen Söhne der Ansar, die bei ihren jüdischen Familien bleiben wollten, gingen mit ihnen nach Chaibar; andere konvertierten zum Islam.
Die Schilderung der Hintergründe für die Offenbarung des obigen Koranverses fand auch in die kanonischen Traditionssammlungen Eingang: Abū Dāwūd as-Sidschistānī erwähnt sie in seinem „Kitab as-sunan“.
Sowohl die Koranexegese als auch die islamische Historiographie verzeichnen noch weitere Gründe für die Offenbarung des hier behandelten Koranverses:
- Zwei Söhne eines gewissen Abu l-Husain sollen nach ihren Kontakten mit syrischen Kaufleuten Christen geworden und nach Syrien ausgewandert sein. Ihr Vater bat Mohammed, seine Söhne zurückholen zu lassen; daraufhin soll der Prophet den Koranvers rezitiert haben. Hierzu bemerken die Exegeten, dass dies zu einem Zeitpunkt erfolgte, als die Bekämpfung der Schriftbesitzer – der Juden und Christen – (von Gott) noch nicht befohlen worden war.
- In einer weiteren Episode wird nicht der Offenbarungsgrund, sondern der Vers an sich aktualisiert: Umar ibn al-Chattab soll eine alte Christin zur Konversion zum Islam aufgefordert haben, die jedoch mit Hinweis auf ihr hohes Alter den Übertritt verweigerte. Daraufhin habe Umar den Koranvers rezitiert.[10]
- Der Vers beziehe sich auf Kriegsgefangene, die weder Christen noch Juden, sondern Zoroastrier oder Götzendiener waren. Da sie als Heiden im Besitz eines Muslims nutzlos wären, könne man sie zwingen, zur Religion desjenigen, der sie gefangen genommen hat, zu konvertieren. Minderjährige Kriegsgefangene hätten ohnehin keine Religion und könnten zum Islam gezwungen werden.[11]

Angesichts unterschiedlicher Darstellungen über die Offenbarungsgründe ist der Vers kaum einer einzigen der oben erwähnten historischen Situationen zuzuordnen. „Denn der Grundsatz,“ – so Theodor Nöldeke – „daß bei der Bekehrung zum Islam kein Zwang ausgeübt werden solle (V.257), konnte ebenso gut in Zeiten tiefster seelischer Depression wie in solchen höchster Siegesgewißheit aufgestellt werden. Übrigens hatte in der medinensischen Periode eine derartige Äußerung für die Praxis keine allzu große Bedeutung, da hier neben der rein religiösen Propaganda die auf Anerkennung der Herrschaft gerichtete Politik stark in den Vordergrund trat.“

## Interpretation in der islamischen Koranexegese und Jurisprudenz
Muslimische Koran- und Rechtsgelehrte haben verschiedene Interpretationen zu diesem Vers entwickelt. Die gängigen Interpretationen in der klassischen Koranexegese lassen sich in folgende drei Gruppen unterteilen:
- Einige Exegeten sahen den Vers als abrogiert an: Ursprünglich habe er allgemeine Gültigkeit besessen, sei allerdings später durch 9:73 in Bezug auf die Polytheisten und durch 9:29 in Bezug auf die Schriftbesitzer in seiner Gültigkeit aufgehoben worden.[13] Zahlreichen anderen Überlieferungen zufolge sei der Vers durch 9:5 abrogiert worden.[13]
- Andere Exegeten vertraten die Ansicht, dass der Vers sich ausschließlich auf die Schriftbesitzer beziehe, die als Dhimmis die Dschizya entrichteten und aufgrund dessen in ihrer alten Religion verbleiben durften; die Polytheisten der arabischen Halbinsel seien von dieser Vorschrift ausgeschlossen gewesen.[14]
- Eine weitere gängige Interpretation war, dass der Vers in Medina in Bezug auf ein rein historisches Ereignis offenbart worden sei. Somit sei er formal nicht abrogiert worden, sondern habe schlichtweg seine Relevanz verloren, da eine derartige Situation nicht mehr vorkommen werde.[15]

Einige Exegeten des achten Jahrhunderts, wie zum Beispiel Abu'l Khaṭṭāb Qatāda ibn Diʿāma († ~735), haben versucht, durch Verweis auf den Vers nachzuweisen, dass neben Juden, Christen und Sabiern auch nichtarabische Heiden und Anhänger des Zoroastrismus dazu berechtigt waren, durch die Dhimma in ihrer alten Religion zu verbleiben, obwohl sie keiner Buchreligion angehörten.
Muslimische Juristen verstanden in diesem Vers eine Aufforderung dazu, den Dhimmis ein bestimmtes Maß an Toleranz zu gewährleisten, ohne dabei den Vorrang des Islam und die Vormacht der Muslime in Frage zu stellen.
Zu beachten ist in diesem Zusammenhang, dass die Auslegungen der Juristen ein genaueres Bild dessen widerspiegeln, wie muslimische Herrscher und ihre Administratoren – die in Bezug auf diesen Vers die Interpretation der Juristen übernommen hatten – ihre Untertanen behandelten, als die Auslegungen der Kommentatoren.

### Moderne Interpretationen
Muslimische Gelehrte sind den im Zuge des europäischen Kolonialismus in Europa verstärkt auftretenden Vorwürfen entgegengetreten, denen zufolge der Islam anderen Religionen gegenüber intolerant sei. Im Versuch, die Argumente der europäischen Islamkritik zu widerlegen, haben sie den Vers – konträr zu klassischen Interpretationen – als unbeschränkten Aufruf zur religiösen Toleranz interpretiert. Aufgrund dessen haben sie die in der klassischen Exegese früherer Gelehrter vorkommende These abgelehnt, der zufolge der Vers abrogiert worden sei. Dementsprechend wird in der Gegenwart die These (der Schwertvers abrogiere alle anderen Suren) von keinem einzigen Exegeten vertreten. Viele moderne Exegeten – wie beispielsweise der verstorbene Großscheich der Azhar-Universität Muhammad Sayyid Tantawi – haben zudem die mu'tazilitische Interpretation in dem Sinne übernommen, dass es ihrer Meinung nach unmöglich und entsprechend auch verboten sei, Menschen zwangsweise zu bekehren.
Der tunesische Koranexeget Ibn Āschūr (1879–1970) interpretiert den Vers wie folgt: Er sei zur Zeit nach der Eroberung Mekkas 630 offenbart worden und abrogiere alle Verse und Prophetensprüche, denen zufolge das Kriegsziel die Konversion der Bekämpften sei. Seit der Offenbarung dieses Verses habe sich das Kriegsziel dahingehend geändert, dass es nicht mehr die Konversion, sondern die Unterwerfung der Bekämpften und ihre Akzeptanz islamischer Dominanz sei. Einen ähnlichen Standpunkt vertrat der syrische Gelehrte al-Qāsimī (1866–1914).
Islamistische Korankommentatoren tendieren dazu, den Vers als Verbot zu interpretieren, Muslime zum Übertritt in eine andere Religion zu zwingen.

## Erörterung in der Forschung
In der Islamwissenschaft wurde die ursprüngliche Bedeutung und spätere Interpretation in der islamischen Koranexegese und Rechtsprechung des Verses mehrfach behandelt.
Rudi Paret führt aus, dass den heidnischen Arabern nur die Wahl zwischen Bekehrung zum Islam und Tod blieb. Aus diesen Gründen habe der Vers wahrscheinlich – entgegen der allgemein gängigen Deutung – ursprünglich nicht bedeutet, dass man niemanden zum Glauben zwingen dürfe, sondern niemanden dazu zwingen könne. Dies sei umso wahrscheinlicher, wenn man den Inhalt des 99. Verses der zehnten Sure in Betracht ziehe: 

„...wenn dein Herr wollte, würden die, die auf der Erde sind, alle zusammen gläubig werden (oder: wenn dein Herr gewollt hätte, wären die, die auf der Erde sind, alle zusammen gläubig geworden). Willst nun du die Menschen (dazu) zwingen, daß sie glauben?“

Bei seinen diesbezüglichen Ausführungen betont Paret allerdings, dass der Grundsatz der religiösen Toleranz sich in der gesamten islamischen Welt durchgesetzt habe und sieht das Verbot von Zwang in Glaubensangelegenheiten nach wie vor als einen Grundsatz der islamischen Lehre. Auch historisch gesehen sei – so Paret – der Vers dahingehend gedeutet worden, die sogenannten Schriftbesitzer nicht zur Annahme des Islam zwingen zu dürfen. Wer sich oben genannter Deutung des Verses anschließe... 

„...braucht deshalb die längst üblich gewordene Deutung des Ausspruchs lā ikrāha fī d-dīni nicht einfach über Bord zu werfen. Das Bekenntnis zur religiösen Toleranz ist in der heutigen Welt des Islam sehr wohl am Platz. (...) Nur wird man sich dabei der Tatsache bewußt bleiben müssen, daß in der Frühzeit des Islam in mancher Hinsicht andere Verhältnisse geherrscht haben als heutzutage, und daß die Voraussetzungen für eine allgemeine und lückenlose religiöse Toleranz damals nicht gegeben waren.“

Tilman Nagel bringt das Argument vor, dass es sich bei diesem Vers nicht um ein Gebot der Religionsfreiheit handele, sondern ein Verbot, dem Heidentum anzugehören. Weder in anderen Koranversen, noch in der Hadithtradition, noch in den Überlieferungen zur Mohammedbiographie finde man Hinweise für ein derartiges Gebot. Gemäß Nagel offeriert der Koran mit diesem Vers also keinesfalls die freie Wahl zu irgendeiner Religion, sondern die Freiheit der Ritualpraxis innerhalb des Islam.

Dass Parets Interpretation des Verses korrekt sein kann, wird in der Forschung nicht ausgeschlossen. So vermerkt Hartmut Bobzin, dass „aus dem Zusammenhang heraus nicht sicher entscheidbar“ sei, ob „der Satz als Imperativ zu verstehen ist (‚es darf keinen Zwang geben‘) oder aber als eher resignative Feststellung (‚es kann keinen Zwang geben‘)“. Im Gegenzug dazu wird allerdings darauf verwiesen, dass – so der britische Islamwissenschaftler Bernard Lewis – in der gesetzlichen und theologischen Tradition des Islam dieser Vers so gedeutet wurde, dass andere Religionen zu tolerieren seien und man niemanden dazu zwingen dürfe, zum Islam überzutreten. Bestätigt wird dies auch vom US-amerikanischen Orientalisten Mark R. Cohen. Entsprechend vermerkt Adel Theodor Khoury in Bezug auf diesen Vers: 

„Dieser Grundsatz ist das Fundament der islamischen Toleranz in Sachen des Glaubens und der religiösen Praxis. Die islamische Tradition hat diesen Vers als Verbot verstanden, die Menschen zum Glauben zu zwingen, nicht nur als Feststellung, dass keiner außer Gott die Menschen zum Glauben zwingen kann.“

 Dem ähnlich argumentiert Norman A. Stillman, dass es irrelevant sei, ob dieser Vers ein Aufruf zur Toleranz oder ein Ausdruck der Resignation ist, da beide Interpretationen auf dasselbe hinausführen würden. Yohanan Friedmann betont in Bezug auf Parets Interpretation des Verses, dass der Vers durch die gesamte islamische Geschichte hinweg dazu genutzt werden konnte, Toleranz gegenüber anderen Religionen religiös zu untermauern und auch in der Gegenwart stets dazu verwendet werde, die Idee der Toleranz im Islam nachzuweisen.
Ignaz Goldziher führt aus, dass die in der Frühzeit des Islam und der Entwicklung des islamischen Rechts anderen Religionen gewährte, in den Instruktionen für die muslimischen Feldherren über die Behandlung der unterworfenen Bevölkerungen vorzufindende Toleranz durch Sure 2, Vers 256 gestützt worden sei. Auch habe man in späteren Zeiten durch Verweis auf den Vers den Abfall vom islamischen Glauben, für das das klassische islamische Recht normalerweise die Todesstrafe vorsieht, von ursprünglich zur Konversion zum Islam Gezwungenen legitimiert.